# ماريا مارتين (ممثلة)
ماريا مارتين (بالإسبانية: María Martín)‏ هي ممثلة إسبانية، ولدت في 14 يوليو 1923 في مربلة في إسبانيا.

## وصلات خارجية
- ماريا مارتين على موقع IMDb (الإنجليزية)
- ماريا مارتين على موقع ألو سيني (الفرنسية)
- ماريا مارتين على موقع أول موفي (الإنجليزية)
- ماريا مارتين على موقع قاعدة بيانات الفيلم (الإنجليزية)
- ماريا مارتين على موقع كينوبويسك (الروسية)